# 休假的壞人先生
《休假的壞人先生》是森川侑所創作的日本漫畫，原為森川在其Twitter和pixiv上發表的作品，其後由2018年12月15日起在「GANGAN pixiv」（ガンガンpixiv）上開始連載。2023年2月24日，宣佈改編為2024年電視動畫。

## 登場角色
列出之聲優分別為：動畫版／廣播劇。
角色中文名稱皆為暫譯。
壞人先生（聲：淺沼晉太郎／津田健次郎）
本作主角。被指派前來侵略地球、消滅人類的邪惡組織領袖，本名未知，部下皆以「將軍」來稱呼他，看似很有威嚴，卻奉行「工作是工作，休假是休假」的準則，一旦進入休假模式，會將頭髮放下，同時穿上大衣前往自己在地球的住處放鬆，語調也會調整成無口狀態，休假模式時即使遇到自己的部下也會假裝不認識，某次休假在前往動物園視察時意外喜歡上熊貓，多次被熊貓可愛的模樣給治癒，同時也買了不少相關的週邊商品，希望有朝一日消滅人類後能增加熊貓的數量。
雖然休假模式的狀態很悠閒，不過一但恢復成工作模式時，其戰力就不容小覷，曾差一點就打敗尚未變身的紅戰士。中期開始受盧尼的影響，工作模式時有時會利用組織電腦查詢一些跟工作無關的事物。
曉／紅戰士（聲：石橋陽彩／天崎滉平）
與邪惡組織對抗的地球防衛戰隊隊長，在戰隊裡是最資淺的後輩，會因為「行事必須符合紅色！」而努力過頭、空忙一場。多次和壞人先生正面交鋒，宛如宿敵一般的存在，個性直率、單純、十分熱血且富有正義感，但私下卻是一個嚴重的路痴，常常一出門就找不到目的地，曾認出休假模式的壞人先生，但卻被對方以休假為由不想戰鬥而感到困惑，也多次因為迷路而受到休假模式的壞人先生幫忙而擺脫困境，同時亦回贈過禮品答謝壞人先生的幫忙。
盧尼（聲：齊藤壯馬／寺島拓篤）
邪惡組織的其中一名幹部之一，優秀的研究員，卻也是個幾乎住在司令部的社畜。來到地球後喜歡上被爐，經常倒在控制室的被爐裡，而被部下們擔心著，和壞人先生從小就相識，有時會因為一些小事利用通訊器故意聯絡休假狀態的壞人先生來藉此打亂前者的休假計劃。除了被爐外也本身也迷上橘子的風味，有時會請休假狀態的壞人先生幫他訂購再帶往司令部。
德利卡／特理加（聲：中村悠一）
邪惡組織的其中一名幹部之一，認為自己比壞人先生更加優秀，卻總是因為某些事陷入麻煩，常受到我行我素的壞人先生或盧尼擺布。個性上比起壞人先生和盧尼更為暴躁和敵視人類，在地球期間休假時雖然一樣會穿著便服但不會像壞人先生一樣掩人耳目，不解壞人先生為何要在地球設置住處和休假時融入地球文化的模樣，曾直言完全不想看到休假模樣的壞人先生。
蒼天／藍戰士（聲：江口拓也）
戰隊成員之一，是隊伍裡的哥哥兼硬派青年。因為個性的關係經常擔心戰隊裡的其他人，總是因為壓力而胃痛，特別關心隊伍中的粉紅戰士，因為從小就認識並把她當作妹妹看待。另一方面也很常擔心出門常迷路而回不到家的紅戰士-曉。
東雲／粉紅戰士（聲：加隈亞衣）
戰隊成員之一，堅強又略顯笨拙的女高中生。比起又打又踢的戰隊英雄 ，內心其實更憧憬可愛的魔法少女，總是和青梅竹馬的藍戰士吵架，卻也把他當作哥哥一樣信賴著。曾經不小心弄丟自己心愛的魔法少女鑰匙圈，被休假模式的壞人先生撿到派出所失而復得。
黎明空／綠戰士（聲：山村響／橋本ちなみ）
戰隊成員之一，與麥是雙胞胎的女孩子。會藉由跟麥合體變身。說話方式直接又冷淡，卻又擅長裝哭跟扮演天真的小孩子。出生後立刻就被以雙胞胎的身分任命為戰隊成員。曾與麥一同假扮走失兒童試探休假模式的壞人先生，但反被壞人先生的善舉感到詫異。
黎明麥／綠戰士（聲：山村響／高橋未奈美）
戰隊成員之一，與空是雙胞胎的男孩子。會藉由跟空合體變身。說話方式有些自大又帶著敬語。雖然會跟空一起揶揄其他戰隊成員，其實是把他們當作家人一樣珍惜著。曾與空一同假扮走失兒童試探休假模式的壞人先生，但反被壞人先生的善舉感到詫異。
宵闇／黑戰士（聲：梅原裕一郎）
戰隊成員之一，外表看似年輕，卻因為連續擔任兩代黑戰士的關係，在隊伍裡猶如父親一般的存在。是隊伍中神秘又沉穩的人物。白天不擅長保持清醒，所以經常在晚上活動。很累的時候會伸手去拿冰箱裡的啤酒。最早聽聞壞人先生在地球出沒的傳聞而埋伏在便利商店旁查探虛實，最終和休假模式的壞人先生一同照顧便利商店旁的流浪貓。
山野（聲：東山奈央）
壞人先生經常光顧的便利商店的店員，因為介紹過的限定商品都很得壞人先生的胃口，暗中被壞人先生記入如果毀滅人類後的赦免名單內。
社會新鮮人（聲：河西健吾）
經常在壞人先生光顧的便利商店的顧客。最近從農村搬到了東京，剛開始獨自生活並找到工作，並在公司員工的生活中穩步前進，工作到深夜。

## 出版書籍
| 卷數 | 史克威爾艾尼克斯 | 史克威爾艾尼克斯       | 🇹🇼青文出版     | 🇹🇼青文出版             | 力潮文创 | 力潮文创               |
| 卷數 | 發售日期         | ISBN                   | 發售日期       | ISBN                   | 發售日期 | ISBN                   |
| ---- | ---------------- | ---------------------- | -------------- | ---------------------- | -------- | ---------------------- |
| 1    | 2018年12月21日   | ISBN 978-4-7575-5951-6 | 2019年12月18日 | ISBN 978-9-8651-2159-4 | 2025年   | ISBN 978-7-5514-5164-2 |
| 2    | 2019年10月21日   | ISBN 978-4-7575-6351-3 | 2020年6月4日   | ISBN 978-9-8561-2376-5 | 2025年   | ISBN 978-7-5514-5164-2 |
| 3    | 2020年9月19日    | ISBN 978-4-7575-6802-0 | 2021年9月13日  | ISBN 978-6-2630-3593-5 | 2025年   | ISBN 978-7-5514-5164-2 |
| 4    | 2022年2月22日    | ISBN 978-4-7575-7752-7 | 2023年3月22日  | ISBN 978-6-2634-0648-3 | 2025年   | ISBN 978-7-5514-5164-2 |
| 5    | 2023年4月21日    | ISBN 978-4-7575-8532-4 | 2024年1月22日  | ISBN 978-6-2636-2879-3 | 2025年   | ISBN 978-7-5514-5164-2 |
| 6    | 2024年1月22日    | ISBN 978-4-7575-8747-2 | 2025年3月5日   | ISBN 978-6-2642-2029-3 |          |                        |
| 7    | 2025年3月22日    | ISBN 978-4-7575-9638-2 |                |                        |          |                        |

## 電視動畫

### 主題曲
片頭曲
作詞、主唱：、Benjamin，作曲：、春野，編曲：春野
第10、12話為片尾曲
片尾曲
作詞：藤本榮太、，作曲：，編曲：APAZZI，主唱：GLASGOW
第10、12話為片頭曲

### 各話列表
| 話數 | 標題 | 中文標題               | 劇本     | 分鏡       | 演出                                       | 作畫監督 | 總作畫監督             | 首播日期      |
| ---- | ---- | ---------------------- | -------- | ---------- | ------------------------------------------ | -------- | ---------------------- | ------------- |
| 1    |      | 療癒對我們來說不可或缺 |          | 杉島邦久   | 小高義規、 山本雄太郎                      | 荒牧園美 | 島崎知美、 、 清水空翔 | 2024年 1月8日 |
| 2    |      | 地球果然不容小覷       | 西田健一 | 粟井重紀   | 川重希                                     | 1月15日  | 島崎知美、 、 清水空翔 |               |
| 3    |      | 冬天的魔物們           | 沼山茉由 | 沼山茉由   | 大豆一博                                   | 1月22日  | 島崎知美、 、 清水空翔 |               |
| 4    |      | 在春天來臨的城市       | 杉島邦久 | 齊藤秀二   | 島崎知美、、 荒牧園美、吉田肇              | 1月29日  | 島崎知美、 、 清水空翔 |               |
| 5    |      | 魔法少女很苦惱         | 西田健一 | 粟井重紀   | 川重希、高橋美由希                         | 2月5日   | 島崎知美、 、 清水空翔 |               |
| 6    |      | 夏天許下的願望         | 杉島邦久 | 粟井重紀   | 川重希、高橋美由希、 宮本美智子、堀江佑    | 2月12日  | 島崎知美、 、 清水空翔 |               |
| 7    |      | 貓熊滿滿的週末         | 沼山茉由 | 沼山茉由   | 大豆一博                                   | 2月19日  | 島崎知美、 、 清水空翔 |               |
| 8    |      | 白色季節的贈禮         | 西田健一 | 淺見松雄   | 島崎知美、、 今野幸一、、 荒牧園美、吉田肇 | 2月26日  | 島崎知美、 、 清水空翔 |               |
| 9    |      | 欲望的去向             | 杉島邦久 | 齊藤秀二   | 島崎知美、今野幸一、 、吉田肇、荒牧園美    | 3月4日   | 島崎知美、 、 清水空翔 |               |
| 10   |      | 正義的理由             | 杉島邦久 | 粟井重紀   | 高橋美由希、宮本美智子、栁井彩夏           | 3月11日  | 島崎知美、 、 清水空翔 |               |
| 11   |      | 在花謝的時分           | 沼山茉由 | 沼山茉由   | 大豆一博                                   | 3月18日  | 島崎知美、 、 清水空翔 |               |
| 12   |      | 在這顆星球的某處       | 木村隆一 | 山本雄太郎 | 荒牧園美                                   | 3月25日  | 島崎知美、 、 清水空翔 |               |

### 藍光光碟
| 卷數 | 發行日期      | 收錄話數      | 規格編號   |
| ---- | ------------- | ------------- | ---------- |
| BOX  | 2024年5月22日 | 第1話～第12話 | VPXY-75183 |

## 外部連結
- 漫畫連載網站
- 電視動畫官方網站
- 電視動畫官方的X（前Twitter）